# 西ボスニア自治州

西ボスニア自治州
Autonomna Pokrajina Zapadna Bosna

西ボスニア自治州の位置。紫色（クライナ・セルビア人共和国と緑色（ボスニア・ヘルツェゴビナ）支配地域に挟まれた、ボスニア・ヘルツェゴビナの北西端の薄緑色の部分が西ボスニア共和国）

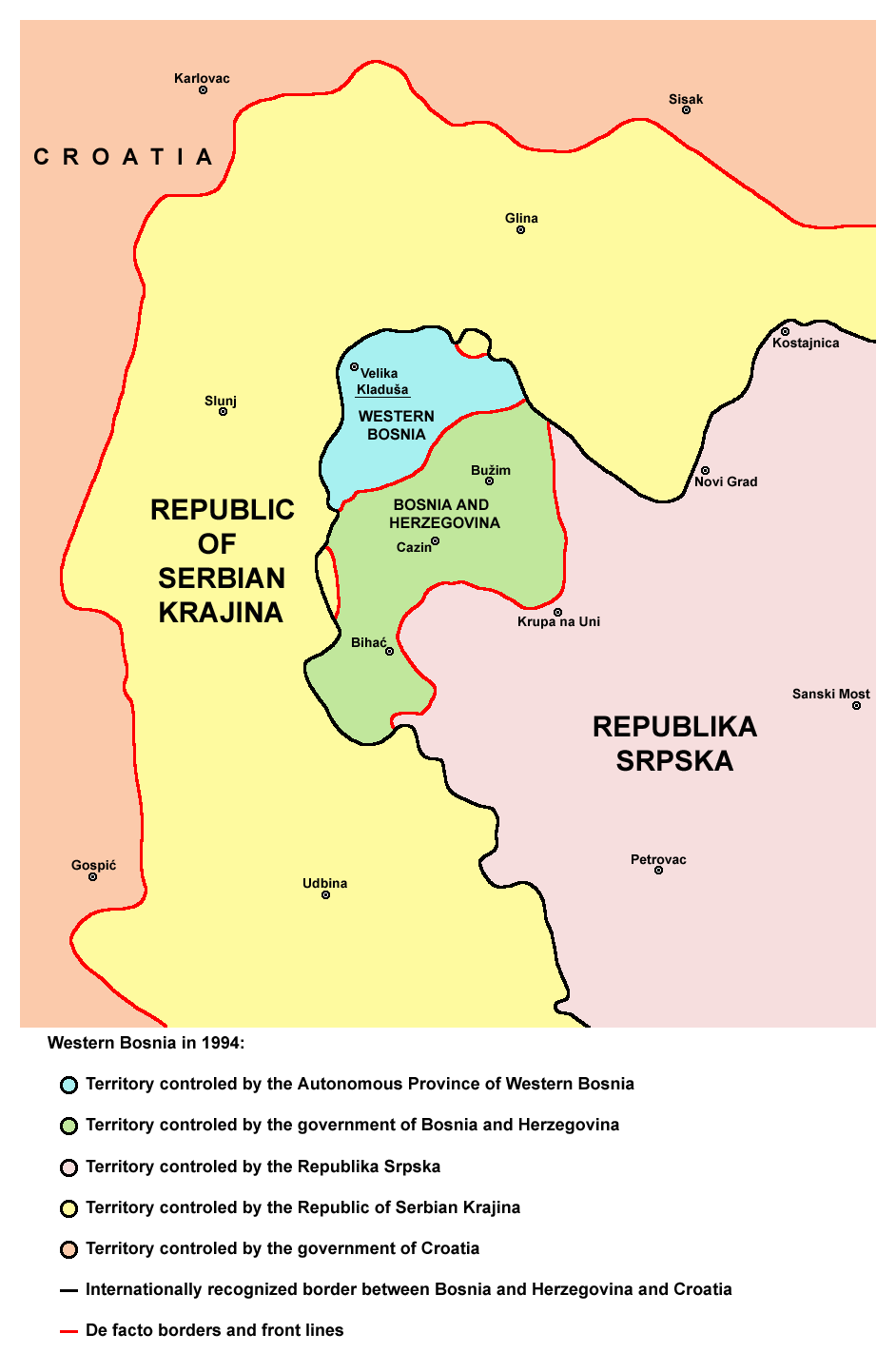
西ボスニア自治州の拡大図（水色の部分）。黄色はクライナ・セルビア人共和国、薄桃色はスルプスカ共和国、緑はボスニア・ヘルツェゴビナ政府軍支配地域。

西ボスニア自治州（ボスニア語およびクロアチア語:Autonomna Pokrajina Zapadna Bosna、セルビア語:Аутономна Покрајина Западна Босна）は、ボスニア・ヘルツェゴビナにかつて短期間だけ存在した、承認されていない事実上の自治州。1993年に成立し、1995年に消滅した。後にボスニア・ヘルツェゴビナ連邦のウナ＝サナ県の一部となったヴェリカ・クラドゥシャ（Velika Kladuša）を首都とし、その周辺地域を事実上支配していた。この自治州は、ボスニア・ヘルツェゴビナ北西部において、ボシュニャク人のフィクレト・アブディッチ（Fikret Abdić）のボスニア中央政府に対する反抗によって分離した。

## 歴史

1992年-1995年西ボスニア自治州の旗
1995年西ボスニア共和国の旗

西ボスニア自治州はヴェリカ・クラドゥシャおよびその付近の5つの村を含む地域をその領域として、ボスニア・ヘルツェゴビナ紛争中の1993年に、地元の分離主義者フィクレト・アブディッチによるボスニア・ヘルツェゴビナ中央政府に対する反抗によって分離され、成立した。西ボスニア自治州は紛争中、国際的に承認されたボスニア・ヘルツェゴビナの中央政府に反して、セルビアを中心とするユーゴスラビアや、クロアチアに協力した。
西ボスニア自治州の領域は1994年にボスニア・ヘルツェゴビナ政府軍（ARBiH）に包囲されたものの、彼らはその年のうちに駆逐され、自治州は復活した。
西ボスニア自治州は1995年に、西ボスニア共和国（ボスニア語およびクロアチア語:Republika Zapadna Bosna、セルビア語:Република Западна Босна）に改称し、同年にクロアチアと対立していたクロアチア領内のクライナ・セルビア人共和国に対するクロアチア軍の侵攻（嵐作戦）において、クライナ・セルビア人共和国の最後の防衛線として機能した。
その後まもなく、西ボスニア自治州は虎作戦（Operation Tiger）によって軍事的に解消され、クロアチアとボスニア・ヘルツェゴビナ政府の合同部隊によって完全に解体された。その領域はボスニア・ヘルツェゴビナ連邦に編入され、ウナ＝サナ県の一部となっている。フィクレト・アブディッチはその後も当時のクロアチア大統領フラニョ・トゥジマンと良好な関係を保ち続け、クロアチア市民権を与えられ、クロアチアで数年を過ごした。トゥジマンが1999年に死去し、クロアチア民主同盟が2000年の選挙で敗北すると、アブディッチは逮捕され、アリヤ・イゼトベゴヴィッチ率いるボスニア・ヘルツェゴビナ政府側についたボシュニャク人に対する戦争犯罪の嫌疑で訴追された。裁判はクロアチアで行われ、アブディッチは懲役15年を言い渡された。2002年以降、アブディッチは刑に服している。

## 経済
西ボスニア自治州の経済は、ヴェリカ・クラドゥシャのアグロコメルツ（Agrokomerc）に依存していた。セルビア人勢力およびクロアチア人勢力と協定を結んでからは、西ボスニアとクロアチアとの間の貿易が行われ、また西ボスニアはクロアチアのリエカの港に免税貿易地域を獲得した。